# はたらくよゐこ
『はたらくよゐこ』は、2019年10月18日から2020年9月28日までRKB毎日放送（RKBラジオ）で放送されていたラジオ番組。

## 概要
- 毎週月曜日にRKBラジオ（RKB毎日放送）で放送している。
- ラジオで放送終了後公式よゐこチャンネルで映像付きで配信されている。